# Revisionistischer Zionismus

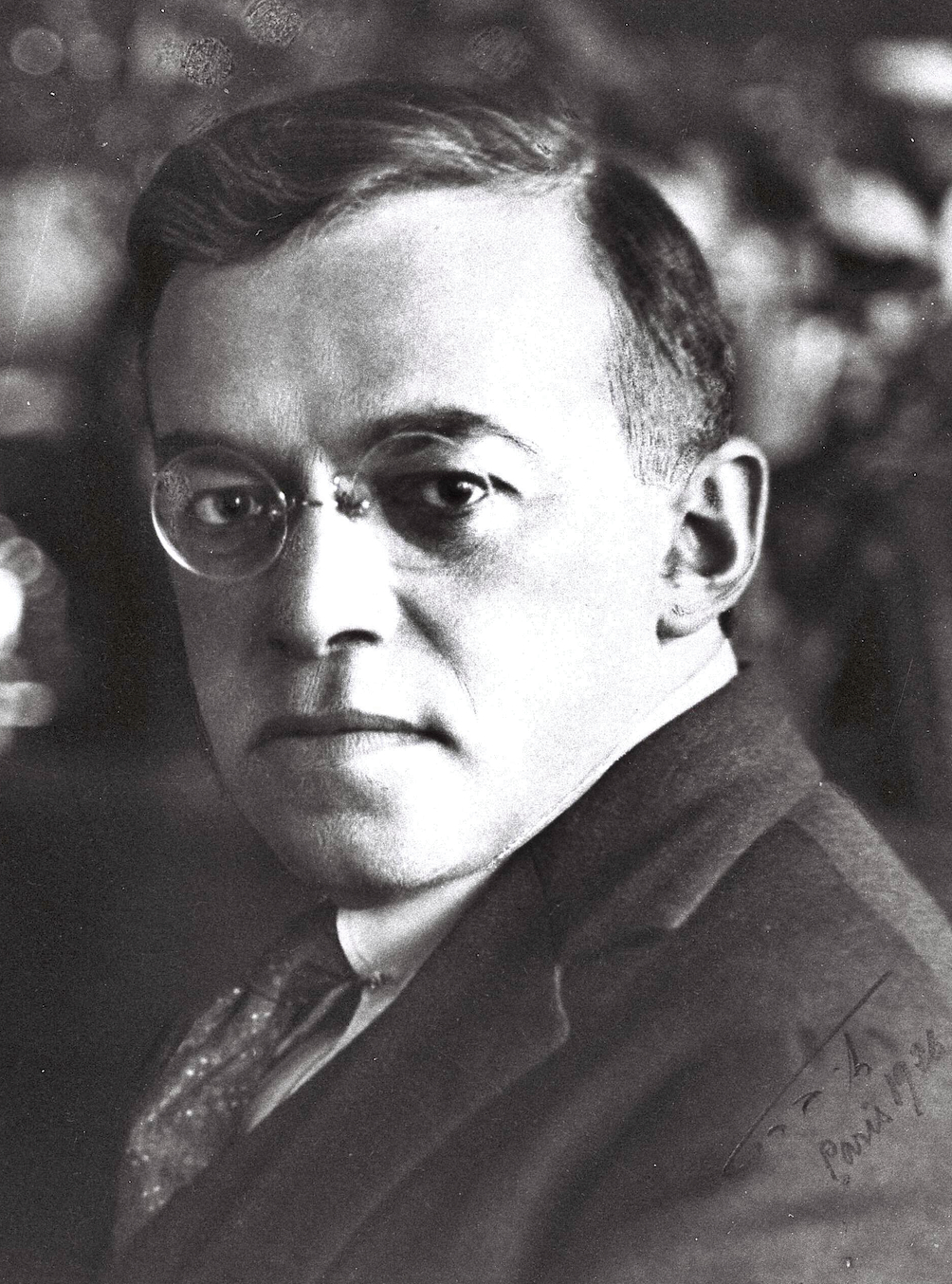
Wladimir Jabotinsky
(Mitte der 1930er Jahre)

Der Revisionistische Zionismus ist eine bürgerliche, antisozialistische und radikale Richtung des Zionismus. Gründer war Wladimir Zeev Jabotinsky, der sich als wahrer Nachfolger des von ihm bewunderten Theodor Herzl ansah. Die revisionistische Fraktion wollte den Zionismus, der von Chaim Weizmanns Gedankenwelt dominiert wurde, überprüfen und neu bewerten. Weizmann, damaliger Vorsitzender der Zionistischen Weltorganisation, setzte sich nach Ansicht Jabotinskys zu wenig für einen eigenen Staat ein. Die britische Entscheidung, Transjordanien vom Mandatsgebiet für Palästina abzutrennen, wollten die Revisionisten „revidieren“. Aus dem revisionistischen Zionismus gingen verschiedene Parteien des rechten Spektrums in Israel hervor, insbesondere die Cherut bzw. ihr Nachfolger Likud.

## Historische Wurzeln
Wladimir Jabotinsky nahm 1903 am sechsten Zionistenkongress in Basel teil. Dies war der letzte Zionistenkongress, an dem Theodor Herzl noch persönlich teilnehmen konnte. Unter anderem wurden dessen Vorschlag für eine Verfassung der Zionistischen Weltorganisation (WZO) und – vor allem wegen des Pogroms von Kischinjow – eine Ansiedlung der Juden in einem eigenen Staatsgebiet diskutiert. 1923 gründete Jabotinsky die Jugendorganisation Betar; der Name ist ein Akronym für Brit HaNoar HaIvri al schem Joseph Trumpeldor, „Hebräischer Jugendbund Joseph Trumpeldor“. 1924 wurde der Sportverband gleichen Namens gegründet. Jabotinsky sah sich als der wahre Nachfolger von Theodor Herzl. Ebenso wie dieser hielt er den politischen und diplomatischen Kampf für vorrangig vor den kulturellen Zielen und betonte die Notwendigkeit des militärischen Kampfes.

## Gründung
Im April 1925 gründete Wladimir Jabotinsky die Partei der Revisionisten. Die Revisionisten sahen sich als die Einzigen, die die von Herzl und Max Nordau ausgehende Tradition bewahrten, während die Führung der ZWO immer weiter vom ursprünglichen Kurs abgewichen sei. Das Programm hatte Jabotinsky schon 1924 formuliert: Das Ziel des Zionismus sei ein jüdischer Staat auf beiden Seiten des Jordans, was durch Massenkolonisation und zügigen Aufbau einer jüdischen Nationalidentität realisiert werden sollte. Erforderlich sei auch die Militarisierung der Jugend in Eretz Israel.
Der revisionistische Flügel orientierte sich an bürgerlichen und nationalen Bewegungen, teilweise auch am italienischen Faschismus. Damit stand er im Gegensatz zu der im Zionismus vorherrschenden sozialistischen Strömung.

## Ziele
Der Revisionistische Zionismus lehnt die Synthese von Sozialismus und Zionismus ab. Der angestrebte neue Staat sollte nicht sozialistisch, sondern bürgerlich geprägt sein. Er stellte eine Fraktion innerhalb des Zionismus dar, die statt mühseliger und langwieriger Aufbauarbeit in Palästina für direkte diplomatische und politische Bemühungen plädierte. Ziel dieser Bemühungen sollte die schnellstmögliche Einwanderung von Juden nach Palästina und die Gründung eines jüdischen Staates sein.
Revisionisten setzten auf einen harten Kurs gegenüber der arabischen Bevölkerung. Nie wieder sollten Juden ihren Peinigern wehrlos ausgesetzt sein, lautete ihr Credo.
Jabotinsky nahm an, dass die Araber immer gegen die jüdische Besiedlung kämpfen würden, da sie keine territorialen Kompromisse eingingen und sich nicht bestechen ließen. Daraus schloss er, dass die Araber nur durch eine Politik der Stärke zu überzeugen seien. Er trat nicht für eine Vertreibung der Araber ein, sondern für eine Integration, allerdings in einem jüdischen Staat.

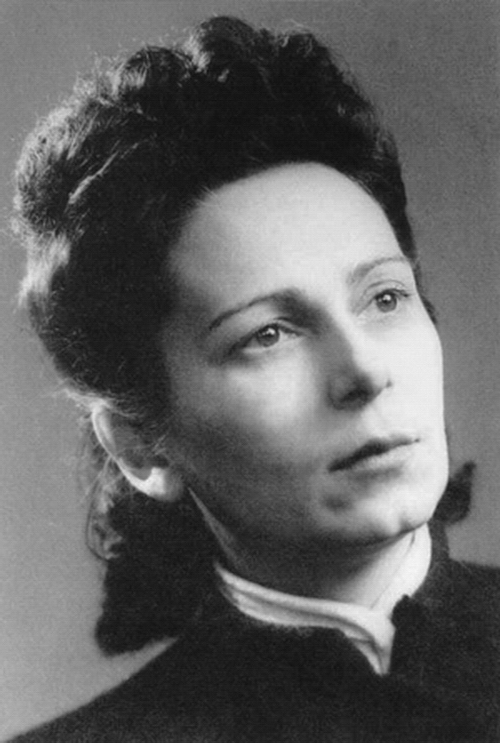
Ariadna Skrjabin

## Geschichte

### Mandatszeit (1923–1947)
Die Aufstände der Araber des Jahres 1929 mit dem Massaker von Hebron und den Ausschreitungen in Safed führten zur Gründung erster militanter Organisation innerhalb des revisionistischen Zionismus, z. B. die Brit HaBirionim. Diese wurden von der Mehrheit der Bewegung abgelehnt.
1930 verlangte Jabotinsky von der Zionistischen Weltorganisation, sie solle gegenüber der britischen Mandatsregierung mit mehr Nachdruck das Ziel vertreten, einen jüdischen Staat in Palästina mit jüdischer Bevölkerungsmehrheit und jüdischer Armee zu errichten. Chaim Weizmann warf er zu starke Zurückhaltung bei der Durchsetzung der zionistischen Staatsidee vor.
1931 gründeten sich die Irgun Tzwaʾi Leʾumi die zunächst als die paramilitärische Kampforganisation der Revisionisten galt. Später entwickelte sie sich immer stärker zu einer militärischen Untergrundorganisation, die einen politisch-militärischen Aktionismus propagierte und sich von der Revisionistischen Bewegung separarierte.
Am 12. September 1935 gründete Jabotinsky in Wien die „Neue Zionistische Organisation“, deren Programm ein jüdischer Staat beiderseits des Jordan (wie es dem Mandatsauftrag des Völkerbundes entsprach) und eine großangelegte jüdische Einwanderung war. Außerdem sollte die Jüdische Diaspora in Europa aufgelöst werden. Die Kultur des neuen Staates sollte auf jüdischen Wertvorstellungen beruhen und Hebräisch als Staatssprache eingeführt werden.
Den 1937 vorgelegten Plan der Peel-Kommission zur Aufteilung Palästinas in einen jüdischen und einen arabischen Staat lehnten die Revisionisten im Gegensatz zur Mehrheit der Teilnehmer des 20. Zionistenkongresses in Zürich ab. Nicht „Land gegen Frieden“, sondern „Frieden gegen Frieden“ war ihre Parole; für sie war das historische Land Israel identisch mit ganz Palästina – diesseits und jenseits des Jordans.
Während des Zweiten Weltkriegs plädierte Jabotinsky für eine Zusammenarbeit mit den britischen Mandatsbehörden, da er im deutschen Nationalsozialismus die größere Gefahr sah. Dies führte zu einem Konflikt mit der Lechi um Avraham Stern, die maximalistische Positionen vertraten und zu einer Kooperation mit dem NS-Staat bereit waren. Sie sahen in den Briten den Hauptfeind und führten terroristische Anschläge gegen sie durch. Stern und seine Anhänger unterlagen in dieser Auseinandersetzung und verließen die revisionistische Bewegung.
Ariadna Skrjabin, Tochter des russischen Komponisten Alexander Nikolajewitsch Skrjabin, war eine der bekannten Aktivisten aus jener Zeit. Sie gründete 1942 in Toulouse die jüdische Widerstandsbewegung in Frankreich. Ein weiterer bekannter Vertreter war seit 1930 Uri Zvi Greenberg, der als Mitglied der Cherut-Partei 1949 in die Knesset gewählt wurde.

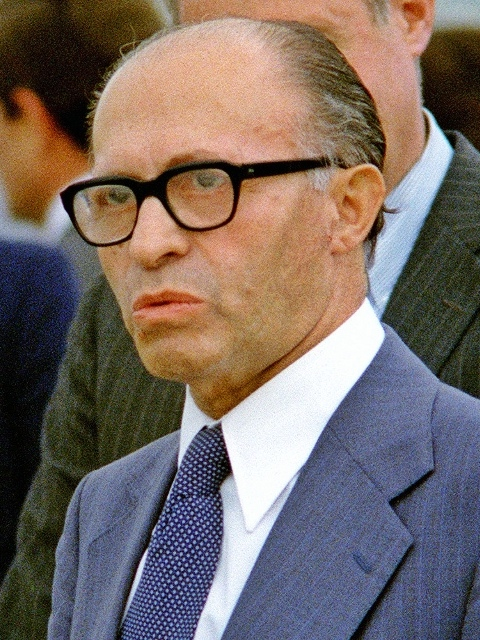
Israels Ministerpräsident Menachem Begin 1978

### In Israel (seit 1948)
Ab 1948 ging die Bewegung hauptsächlich in der von Menachem Begin gegründeten Cherut-Partei auf. Jabotinsky, der bereits am 4. August 1940 verstorben war, war theoretisches und praktisches Vorbild von Begin.
Niederschlag fanden die Bestrebungen des revisionistischen Zionismus unter anderem im Rückkehrgesetz vom 5. Juli 1950, das allen Juden in der Welt das Recht gab, nach Israel einzuwandern.
Das Ziel der Zionisten, durch die Errichtung eines eigenen jüdischen Staates eine sichere Heimstätte für das jüdische Volk zu schaffen, musste trotz eines entsprechenden Votums der Vereinten Nationen unter schweren Opfern erkämpft werden. Vom ersten Tage seines Bestehens an war der neugegründete Staat Israel aufgrund der feindseligen Haltung seiner Nachbarn gezwungen, sich seine Existenz gewaltsam zu sichern. Im Juni 1967 besiegte Israel dann im Sechstagekrieg eine Allianz arabischer Staaten und eroberte mit der ägyptischen Sinai-Halbinsel samt Gazastreifen, den syrischen Golanhöhen und dem von Jordanien annektierten Westjordanland weitere Gebiete von Eretz Israel. Dieser Triumph löste eine nationale und religiöse Euphorie aus und belebte den alten zionistischen Geist wieder. Im Zuge dieser Entwicklung brach auch die Diskussion über die Grenzen Israels wieder aus. Gleichzeitig wurde die Awoda als führende zionistische Partei wegen ihrer zögernden Haltung zur schnellen Besiedlung der besetzten Gebiete in Frage gestellt. Für den rechten Zionismus ist die Besiedlung der besetzten Gebiete von zentraler Bedeutung. Diese Entwicklung führte dazu, dass der Likud 1977 erstmals den Ministerpräsidenten stellte und die sozialistisch-zionistische Bewegung in der Regierung ablöste.

## Gruppierungen
Aus dem Revisionistischen Zionismus sind folgende Gruppierungen entstanden:
- Cherut, politische Partei, bestand von 1948 bis 1988
- Irgun Tzwaʾi Leʾumi, paramilitärische Einheit, bestand von 1931 bis 1948
- Betar, Jugendorganisation, gegründet 1923
- Likud, politische Partei, gegründet 1973